# Euphorbia heptagona
Euphorbia heptagona es una especie fanerógama perteneciente a la familia de las euforbiáceas. Es endémica de Sudáfrica en la Provincia del Cabo.

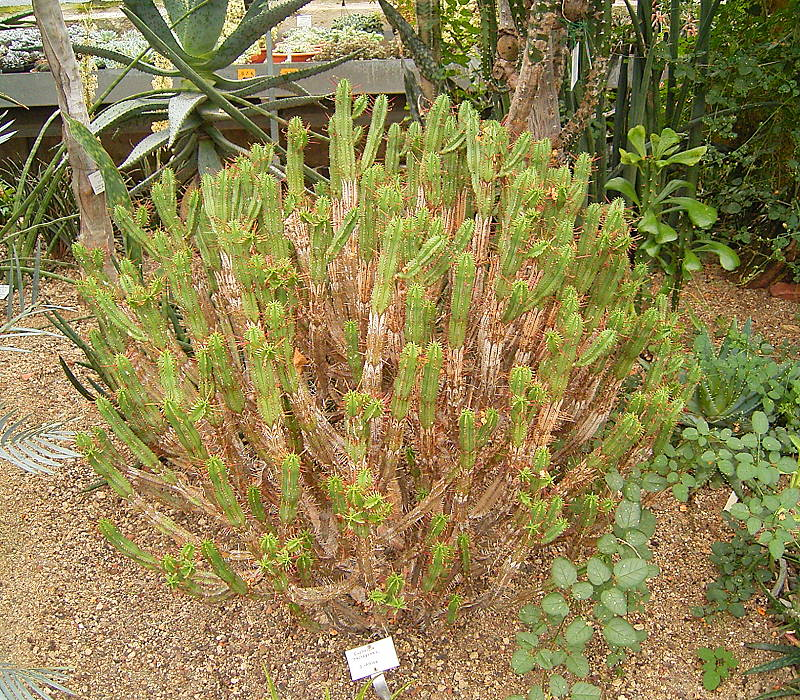
Vista de la planta

## Descripción
Es una planta suculenta erecta, ramificada, espinosa y sin hojas, que alcanza un tamaño de hasta 2 metros de altura, unisexuales, tallos y ramas  varían de grosor en diferentes individuos, 5-10 - (pero con frecuencia 6 - 8) angulares, lisas, de color verde o ligeramente glaucas en estado salvaje, los ángulos son prominentes,  casi planos o ligeramente crenulados en los bordes, separados por amplios surcos triangulares, cada uno marcado con una línea recta  o, más raramente en zigzag por el centro; las hojas son rudimentarias,  deltoides o deltoide-lanceolados, agudas o acuminadas, de color púrpura oscuro-marrón, sésiles; espinas (pedúnculos modificados) solitarias, regularmente esparcidas a lo largo de los ángulos. Las inflorescencias en pedúnculos solitarios. Las cápsulas y semillas  no se ven.

## Taxonomía
Euphorbia heptagona fue descrita por Carlos Linneo y publicado en Species Plantarum 1, 450, en 1753.

#### Etimología
Euphorbia: nombre genérico que deriva del médico griego del rey Juba II de Mauritania (52 a 50 a. C. - 23), Euphorbus, en su honor – o en alusión a su gran vientre –  ya que usaba médicamente Euphorbia resinifera. En 1753 Carlos Linneo asignó el nombre a todo el género.
heptagona: epíteto latino que significa "con siete angulos".

#### Sinonimia
- Euphorbia morinii A.Berger (1907 publ. 1906).[5][6]

## Variedades
- Euphorbia heptagona var. dentata (A.Berger) N.E.Br. 1915
- Euphorbia heptagona var. heptagona
- Euphorbia heptagona var. ramosa A.C.White, R.A.Dyer & B.Sloane 1941
- Euphorbia heptagona var. subsessilis A.C.White, R.A.Dyer & B.Sloane 1941
- Euphorbia heptagona var. viridis A.C.White, R.A.Dyer & B.Sloane 1941